# 65692 Trifu
65692 Trifu è un asteroide della fascia principale. Scoperto nel 1991, presenta un'orbita caratterizzata da un semiasse maggiore pari a 2,5459334 UA e da un'eccentricità di 0,1928331, inclinata di 6,27774° rispetto all'eclittica.